# Shoreham (Vermont)
Pour les articles homonymes, voir Shoreham.
Shoreham est une ville américaine située dans le Comté d'Addison, dans le Vermont. Selon le recensement de 2020, sa population est de 1 260 habitants.